# 劉世鼎
劉世鼎，大眾傳播學者，現為澳門大學社會科學與人文學院副教授。

## 生平
大學時以僑生身分就讀台灣輔仁大學電機系，研究所改讀大眾傳播學，取得輔仁大學大眾傳播研究所碩士。
後至英國留學，取得威斯敏斯特大學大眾傳播學博士。後至澳門大學任教。
2012年11月28日，學者余英時以親筆信聲援反媒體壟斷運動，表達對財團購併壹傳媒。在信中，余英時認為中共假借台商購買台灣媒體，將會影響台灣民主。劉世鼎投書香港蘋果日報，認為反美應優先於反中。

## 爭議事件

### 喬姆斯基聲援台灣反媒體壟斷運動事件
2012年，台灣反媒體壟斷聯盟支持者陳庭安，在臉書上刊登美國學者喬姆斯基支持此運動的照片。劉世鼎質疑台灣反媒體壟斷運動是一個反中運動，致信喬姆斯基查證。喬姆斯基回信，他支持新聞自由，反對媒體壟斷，但不想介入反中與親中議題。劉世鼎於臉書發表文章，質疑陳庭安故意誤導喬姆斯基，讓他加入反中運動。此事件經中國時報與自由時報等媒體報導，形成新聞。

## 外部連結
- 澳門大學-劉世鼎簡歷